# Alamosa (Colorado)
La ciudad de Alamosa es una municipalidad que es la cabecera y la ciudad más poblada del condado de Alamosa en el estado de Colorado en los Estados Unidos de América.  La oficina del censo de los Estados Unidos estimó la población de la ciudad en 8682 habitantes en el año 2005.  La ciudad es el centro económico del valle de San Luis en el centro-sur de Colorado.
Alamosa fue fundada en mayo de 1878 por el Ferrocarril de Denver y Río Grande y rápidamente se convirtió en un importante centro ferroviario. El ferrocarril contó amplias instalaciones de construcción, reparación y carga en Alamosa durante muchos años.  Las oficinas principales del ferrocarril se localizaban es esta ciudad así como interconexiones con el suroeste de Colorado y el norte de Nuevo México. Alamosa es actualmente un pueblo turístico con múltiples atracciones cercanas, entre ellas la Rererva y Parque nacional de las Grandes Dunas y el Parque de Reptiles de Colorado. El pueblo es sede de la fiesta de verano en el río, la cual tiene lugar el primer fin de semana de junio; y de la presentación de los primeros coches de metal en el fin de semana del día del Trabajo. La ciudad toma su nombre del río Alamosa.  "Alamosa" es un nombre de origen español.

## Facilidades
Alamosa es el centro de compras para el Valle de San Luis, también es el centro de dos clínicas médicas y un hospital regional: el Centro Médico Regional del Valle de San Luis.
El Instituto Estatal de Adamse está ubicado en Alamosa.

## Geografía y clima
Alamosa se localiza en las coordenadas 37°28′8″N 105°52′25″O / 37.46889, -105.87361, en la encrucijada de las carreteras estatales 160 y 285. De acuerdo a la oficina del censo de EE. UU., la ciudad cuenta con un área de 10.3 km².
Alamosa se ubica en el Valle de San Luis, lugar de mayor intensidad agrícola de los EE. UU. La altitud es de aproximadamente 7500 pies en Alamosa, con picos de más de 14 000 pies en un rango de 23 millas en la sierra de la Sangre de Cristo.
Alamosa cuenta con un clima semiárido de tipo  BSk (en el límite con un clima árido  BWk en cuanto a la distribución anual de las precipitaciones) según el criterio de Koppen modificado.
Presenta inviernos largos y duros y veranos cálidos. La temperaturas varían desde los -4 °F en enero hasta los 82 °F en julio. La precipitación anual es de tan solo 7,25 pulgadas. La aridez hace que baje el nivel de la nieve y que la diferencia de temperaturas entre el día y noche sean marcadas durante todo el año.
| Parámetros climáticos promedio de Alamosa en el periodo 1981-2010                                  | Parámetros climáticos promedio de Alamosa en el periodo 1981-2010 | Parámetros climáticos promedio de Alamosa en el periodo 1981-2010 | Parámetros climáticos promedio de Alamosa en el periodo 1981-2010 | Parámetros climáticos promedio de Alamosa en el periodo 1981-2010 | Parámetros climáticos promedio de Alamosa en el periodo 1981-2010 | Parámetros climáticos promedio de Alamosa en el periodo 1981-2010 | Parámetros climáticos promedio de Alamosa en el periodo 1981-2010 | Parámetros climáticos promedio de Alamosa en el periodo 1981-2010 | Parámetros climáticos promedio de Alamosa en el periodo 1981-2010 | Parámetros climáticos promedio de Alamosa en el periodo 1981-2010 | Parámetros climáticos promedio de Alamosa en el periodo 1981-2010 | Parámetros climáticos promedio de Alamosa en el periodo 1981-2010 | Parámetros climáticos promedio de Alamosa en el periodo 1981-2010 |
| Mes                                                                                                | Ene.                                                              | Feb.                                                              | Mar.                                                              | Abr.                                                              | May.                                                              | Jun.                                                              | Jul.                                                              | Ago.                                                              | Sep.                                                              | Oct.                                                              | Nov.                                                              | Dic.                                                              | Anual                                                             |
| -------------------------------------------------------------------------------------------------- | ----------------------------------------------------------------- | ----------------------------------------------------------------- | ----------------------------------------------------------------- | ----------------------------------------------------------------- | ----------------------------------------------------------------- | ----------------------------------------------------------------- | ----------------------------------------------------------------- | ----------------------------------------------------------------- | ----------------------------------------------------------------- | ----------------------------------------------------------------- | ----------------------------------------------------------------- | ----------------------------------------------------------------- | ----------------------------------------------------------------- |
| Temp. máx. media (°C)                                                                              | 1.3                                                               | 4.4                                                               | 10.1                                                              | 15.2                                                              | 20.6                                                              | 25.9                                                              | 27.9                                                              | 26.4                                                              | 22.8                                                              | 16.5                                                              | 8.3                                                               | 1.8                                                               | 15.1                                                              |
| Temp. media (°C)                                                                                   | -8.7                                                              | -5.1                                                              | 0.8                                                               | 5.4                                                               | 10.7                                                              | 15.3                                                              | 18.1                                                              | 17.1                                                              | 12.8                                                              | 6.2                                                               | -1.4                                                              | -7.8                                                              | 5.3                                                               |
| Temp. mín. media (°C)                                                                              | -18.7                                                             | -14.6                                                             | -8.4                                                              | -4.2                                                              | 0.8                                                               | 4.8                                                               | 8.3                                                               | 7.7                                                               | 2.7                                                               | -4.2                                                              | -11.1                                                             | -17.5                                                             | -4.5                                                              |
| Precipitación total (mm)                                                                           | 6.6                                                               | 6.6                                                               | 13.5                                                              | 15.0                                                              | 14.7                                                              | 12.4                                                              | 24.6                                                              | 32.3                                                              | 23.1                                                              | 17.3                                                              | 10.7                                                              | 8.9                                                               | 185.7                                                             |
| Fuente: NCDC 1981-2010 Monthly Normals Alamosa en el periodo 1981-2010(en) 28 de noviembre de 2012 |                                                                   |                                                                   |                                                                   |                                                                   |                                                                   |                                                                   |                                                                   |                                                                   |                                                                   |                                                                   |                                                                   |                                                                   |                                                                   |

## Transportes
El Río Grande pasa por Alamosa, por la cual es atravesado por dos puentes de automóviles; uno peatonal y otro ferroviario. Las vías de comunicación principales son la carretera 160 que va de este a oeste y la 285. La autopista 17 va de norte a sur. Alamosa está interconectada con el ferrocarril de San Luis y Río Grande. Great Lakes Airlines realiza tres viajes diarios entre Denver y el aeropuerto regional del Valle de San Luis en Alamosa.

## Demografía
De acuerdo al censo del 2000 la ciudad contaba con 7960 habitantes, 2974 viviendas y 1769 familias residiendo en la ciudad. La densidad poblacional era de 770.3 habitantes/km².  Había 3215 unidades habitacionales con una densidad de 311.1/km². La composición racial de la ciudad era de 63.53% Blancos, 1.41% negros o africanos americanos, 2.20% indios americanos, 0.95% asiáticos, 0.26% isleños del Pacífico, 22.36% de otras etnias y 4.28% de dos o más razas.  El 46.80% de la población era Hispano o Latino de cualquier raza.

## Personas destacadas
- Carlos F. Lucero, juez de la décima corte de apelaciones distrital de los Estados Unidos de América.
- Ken Salazar, senador de Colorado, secretario del interior de los Estados Unidos de América.